# Julien Lyneel

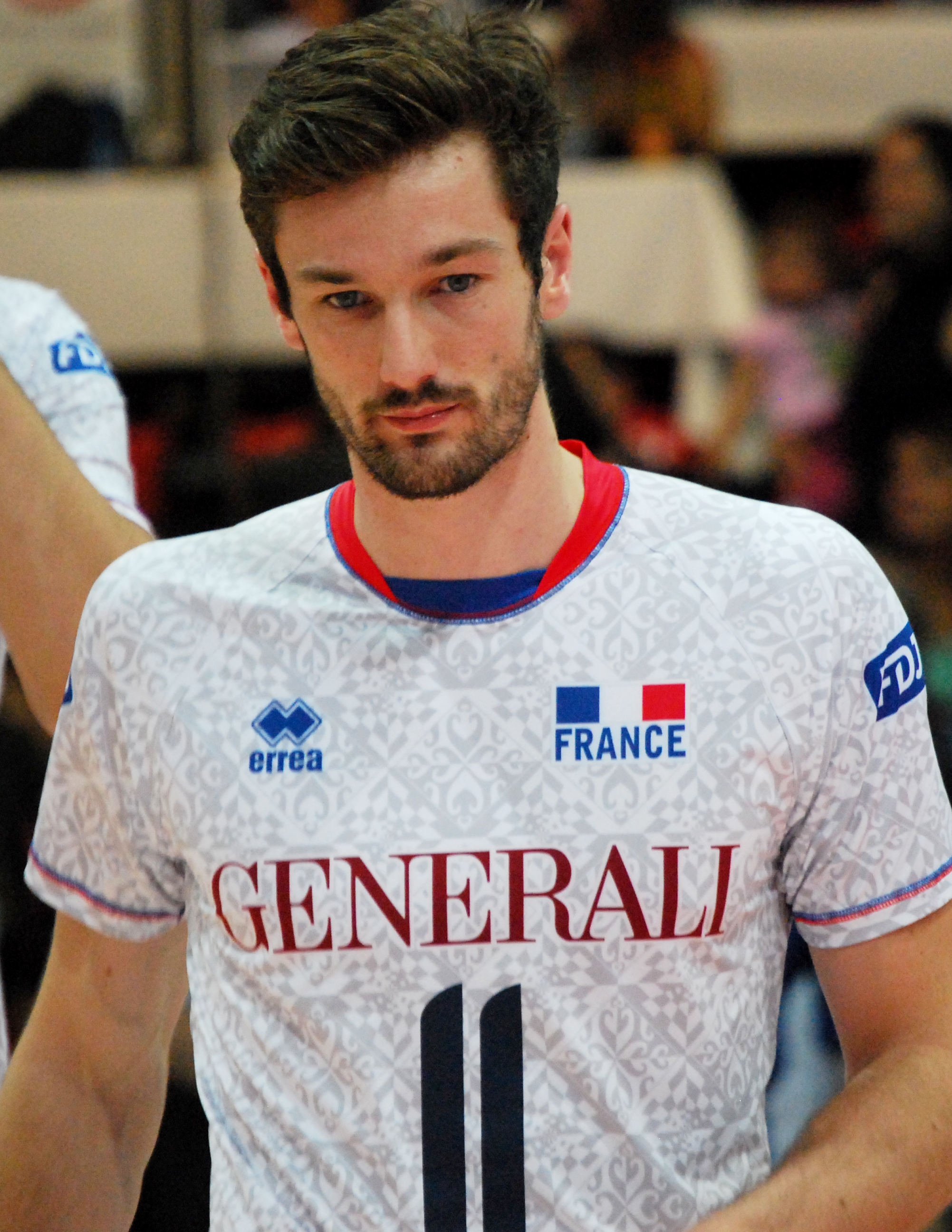
Julien Lyneel reprezentantem Francji

Julien Lyneel (ur. 15 kwietnia 1990 w Montpellier) – francuski siatkarz, reprezentant Francji, grający na pozycji przyjmującego. W reprezentacji do tej pory rozegrał 61 meczów. Występował na Mistrzostwach Europy w Polsce i Danii. 
Po ukończonym sezonie 2021/2022 postanowił zakończyć siatkarską karierę.
W Paryżu na Igrzyskach Olimpijskich 2024 w turnieju siatkówki plażowej był w parze z Rémi Bassereau.

## Przebieg kariery
| Lata                                 | Klub                                 |
| ------------------------------------ | ------------------------------------ |
| 2009–2015                            | Montpellier UC                       |
| 2015–2016                            | Asseco Resovia Rzeszów               |
| 2016–2017                            | CMC Rawenna                          |
| 2017–2018                            | Shanghai Golden Age                  |
| 2018–2020                            | Jastrzębski Węgiel                   |
| 2020 (od 28.10.2020) (do 09.12.2020) | Tonno Callipo Calabria Vibo Valentia |
| 2021–2022                            | Montpellier UC                       |

## Siatkówka plażowa
Mistrzostwa Francji w siatkówce plażowej:
- 2010

## Sukcesy klubowe
Liga polska:
- 2016
- 2019

Liga chińska:
- 2018

Liga francuska:
- 2022[5]

## Sukcesy reprezentacyjne
Mistrzostw Europy Kadetów:
- 2007

Liga Światowa:
- 2015, 2017
- 2016

Memoriał Huberta Jerzego Wagnera:
- 2017
- 2015, 2018

Mistrzostwa Europy:
- 2015

Liga Narodów:
- 2018
- 2021